# بول دورهام
بول دورهام (به انگلیسی: Bull Durham) یک فیلم ورزشی کمدی رمانتیک آمریکایی محصول سال ۱۹۸۸ است که به نویسندگی و کارگردانی ران شلتون ساخته شده است. در این فیلم، کوین کاستنر در نقش «کرش» دیویس، یک گیرندهٔ کهنه‌کار از تیم ریچموند بریوز در سطح تریپل-ای بازی می‌کند که برای آموزش یک پرتاب‌گر تازه‌کار به نام ابی کالوین «نوک» لالوش (تیم رابینز) به تیم فرستاده می‌شود تا او را برای رسیدن به لیگ برتر آماده کند. سوزان ساراندون نیز در نقش آنی ساوی، یک زن علاقه‌مند به بیسبال که با نوک وارد رابطه می‌شود، اما به‌تدریج به کرش علاقه‌مند می‌شود. در این فیلم همچنین رابرت وول، تری ویلسون و «شاهزادهٔ دلقک بیسبال»، مکس پاتکین حضور دارند. این فیلم تا حدودی بر پایهٔ تجربیات شلتن در بیسبال لیگ کوچک ساخته شده و بازیکنان و طرفداران تیم دورهام بولز در دورهام، کارولینای شمالی را به تصویر می‌کشد..
بول دورهام با فروش بیش از ۵۰ میلیون دلار در آمریکای شمالی، که بسیار بیشتر از بودجهٔ تخمینی آن بود، موفقیتی تجاری و نیز از نظر منتقدان موفقیتی چشمگیر داشت. مجلهٔ اسپورتس ایلاستریتد آن را به‌عنوان بهترین فیلم ورزشی تاریخ رتبه‌بندی کرده است. همچنین، مجلهٔ The Moving Arts Film Journal آن را در رتبهٔ سوم بهترین فیلم‌های ورزشی تاریخ قرار داده است. این فیلم در فهرست «۱۰۰ فیلم خنده‌دار» شبکهٔ براوو رتبهٔ ۵۵ و در فهرست «۱۰۰ سال...۱۰۰ خنده» انستیتو فیلم آمریکا رتبهٔ ۹۷ را دارد، و در صدر فهرست ۵۳ فیلم ورزشی با بهترین بازبینی در راتن تومیتوز قرار گرفته است.

## داستان
تیم دورهام بولز که در ردهٔ کلاس اِی از لیگ کوچک بیسبال قرار دارد، فصل دیگری را با حضور اندک تماشاگران و باخت‌های پیاپی پشت سر می‌گذارد؛ با این حال، یک امید تازه دارند: ابی کالوین لالوش، یک پرتاب‌گر تازه‌کار با بازوی «میلیون دلاری» اما ذهنی «پنج سنتی» که پتانسیل تبدیل‌شدن به یک ستاره در لیگ برتر بیسبال را دارد. کرش دیویس، بازیکنی که دوازده سال در لیگ کوچک بوده، از تریپل-ای به‌عنوان گیرندهٔ تیم فرستاده می‌شود تا لالوش را کنترل کند. کرش بلافاصله او را با لقب تحقیرآمیز «گوشت» صدا می‌زند و رابطهٔ آن دو پرتنش آغاز می‌شود.
در این میان، آنی وارد داستان می‌شود؛ زنی که خود را «مرید کلیسای بیسبال» می‌داند و هر سال یکی از بازیکنان بولز را به‌عنوان معشوق و شاگرد برمی‌گزیند. او هم‌زمان با کرش و ابی لاس می‌زند و هر دو را به خانه‌اش دعوت می‌کند. اما کرش، به‌عنوان یک کهنه‌کار، از «آزموده‌شدن» سرباز می‌زند و خانه را ترک می‌کند. پیش از رفتن، با سخنرانی‌ای به‌یادماندنی آنی را جذب می‌کند: «من به بوسه‌های طولانی، آرام، عمیق، نرم و خیس که سه روز طول می‌کشد باور دارم... شب‌به‌خیر.»
با وجود کشمکش میان کرش و ابی، آنی و کرش هرکدام به‌شیوهٔ خود تلاش می‌کنند تا ابی را به یک پرتاب‌گر شایستهٔ لیگ برتر تبدیل کنند. آنی بازی‌های عاشقانه و ذهنی با او می‌کند، شعر می‌خواند و روش‌های ذهنی گوناگون را برای تمرکز در پرتاب به او آموزش می‌دهد. او نیز لقب «نوک» را برایش انتخاب می‌کند، چرا که حرکاتش را به «ذوب هسته‌ای» تشبیه می‌کند.
کرش به نوک می‌آموزد که «فکر نکند» و بگذارد گیرنده تصمیم بگیرد که چه پرتابی انجام دهد. وقتی نوک این توصیه را نادیده می‌گیرد، کرش دو بار به حریفان می‌گوید چه پرتابی خواهد آمد، و هر دو توپ به هوم ران ختم می‌شوند. کرش دربارهٔ فشار بازی در لیگ برتر و این‌که فقط «۲۱ روز از عمرش را آن‌جا گذرانده» حرف می‌زند؛ همان روزهایی که «بهترین روزهای عمرش» بوده‌اند. در این میان، نوک پخته‌تر می‌شود و رابطهٔ میان آنی و کرش نیز عمیق‌تر.
در ادامهٔ فصل، نوک به پرتاب‌گری برتر تبدیل می‌شود و به موفقیت تیم می‌افزاید؛ در نهایت به لیگ برتر فراخوانده می‌شود. این موضوع حسادت و خشم کرش را برمی‌انگیزد، چون نوک قدر استعداد کمیاب خود را نمی‌داند. نوک می‌رود، آنی رابطه را با او پایان می‌دهد و کرش بر حسادت خود غلبه کرده و آخرین توصیه‌های خود را به نوک می‌گوید.
تیم بولز که دیگر نیازی به مربی نوک ندارد، گیرندهٔ جوان‌تری را جایگزین کرش کرده و او را آزاد می‌کند. کرش به خانهٔ آنی می‌رود و آن دو رابطه‌شان را با یک آخرهفتهٔ عاشقانه کامل می‌کنند. سپس کرش خانهٔ آنی را ترک می‌کند تا شاید جایگاهی در تیمی دیگر پیدا کند.
نوک را برای آخرین بار در حالی می‌بینیم که در لیگ برتر، پاسخ‌هایی کلیشه‌ای به رسانه‌ها می‌دهد؛ همان پاسخ‌هایی که کرش به او آموخته بود. کرش به تیم اشویل توریستس می‌پیوندد و رکورد بیشترین هوم‌ران تاریخ لیگ‌های کوچک را می‌شکند. سپس از بازی خداحافظی کرده و به دورهام بازمی‌گردد؛ آنی به او می‌گوید که آماده است تا ماجراهای سالانه‌اش با «پسرها» را کنار بگذارد. کرش نیز می‌گوید که به فکر مربی‌گری برای یک تیم لیگ کوچک در ویسالیا است. فیلم با رقص آنی و کرش در اتاق نشیمنِ پر از شمع به پایان می‌رسد.

## بازیگران
کوین کاستنر در نقش لارنس «کرش» دیویس
سوزان ساراندون در نقش آنی ساوی
تیم رابینز در نقش ابی کالوین «نوک» لالوش
تری ویلسون در نقش جو «اسکیپ» ریگینز
رابرت وول در نقش لری هاکت
ویلیام اولیری در نقش جیمی
دیوید نیدورف در نقش بابی
جنی رابرتسون در نقش میلی
دنی گنز در نقش دیک
مکس پاتکین در نقش خودش

## پیش‌زمینه
نام فیلم برگرفته از لقب دورهام، کارولینای شمالی است که از سال ۱۸۷۴، با معرفی محصول تنباکوی «بول دورهام» توسط شرکت دبلیو. تی. بلک‌ول و شرکا به این شهر داده شد. این نام به‌زودی به یک نشان تجاری شناخته‌شده تبدیل شد. در سال ۱۸۹۸، جیمز بی. دوک این شرکت را خرید و نام آن را به شرکت تنباکوی آمریکا تغییر داد. تا آن زمان، لقب «شهر گاو» برای دورهام تثبیت شده بود.
فیلمنامه‌نویس و کارگردان فیلم، ران شلتن، پس از فارغ‌التحصیلی از کالج وست‌مانت در سانتا باربارا، کالیفرنیا، به مدت پنج سال در لیگ کوچک بیسبال بازی کرد. او ابتدا در پست پایگاه دوم برای تیم‌های زیرمجموعهٔ بالتیمور اوریولز در لیگ آپالاش و سپس در کالیفرنیا و تگزاس بازی کرد و سرانجام به تریپل-ای و تیم راچستر رد وینگز در لیگ بین‌المللی رسید. شلتن وقتی دریافت که هیچ‌گاه به لیگ برتر نخواهد رسید، بیسبال را کنار گذاشت. او گفت: «۲۵ ساله بودم. در بیسبال، اگر در لیگ برتر نباشی، حس شصت‌سالگی بهت دست می‌ده. نمی‌خواستم کرش دیویس بشم.»
او سپس به دانشگاه بازگشت و مدرک کارشناسی ارشد هنرهای زیبا در رشتهٔ مجسمه‌سازی از دانشگاه آریزونا گرفت و به لس‌آنجلس رفت تا در دنیای هنر فعالیت کند. اما دریافت که علاقه‌اش به روایت داستان‌ها بیش از هنرهای اجرایی است. نخستین ورودش به سینما با نگارش فیلمنامهٔ فیلم‌های Under Fire و The Best of Times رقم خورد.
به گفتهٔ جاستین ترنر، گاوی که در فیلم در سمت راست میدان برای زدن هوم‌ران نشان داده شده، در واقع در پارک ورزشی دورهام بولز در سمت چپ میدان قرار دارد.